# Georgy Petrovich Egorychev
Georgy Petrovich Egorychev (ou Yegorychev) (em russo:  Георгий Петрович Егорычев; 1938) é um matemático russo, conhecido pelo método de Egorychev.
Recebeu com D.I. Falikman o Prêmio Fulkerson de 1982.
Foi palestrante convidado do Congresso Internacional de Matemáticos em Berkeley, Califórnia (1986).

## Publicações selecionadas
- Егорычев Г.П. (2013). Новое семейство полиномиальных тождеств для вычисления детерминантов. Доклады Академии Наук, т. 452, №1, с. 1-3. (A new family of polynomial identities for the calculation of determinants. Reports of the Academy of Sciences, vol. 452, No. 1, p. 1–3.)
- Egorychev G.P. (2009). Method of coefficients: an algebraic characterization and recent applications. Springer, Adv. in Combin. Math.; Math. Proc. of the Waterloo Workshop in Computer Algebra 2008, devoted to the 70th birthday of G. Egorychev, pp. 1–30.
- Egorychev G.P. and Zima E.V. (2008). Integral representation and Algorithms for closed form summation. Handbook of Algebra, vol. 5, ed. M. Hazewinkel, Elsevier, pp. 459–529.
- Егорычев Г.П. (2008). Дискретная математика. Перманенты. Учебное пособие. Красноярский государственный университет, Красноярск. 272 стр. (Discrete Math. Permanent. Tutorial. Krasnoyarsk State University, Krasnoyarsk. 272 pp.)